# Michael Curtis Ford
Michael Curtis Ford es un novelista histórico estadounidense. Sus obras tratan sobre Roma Antigua y Grecia Antigua. Es conocido por sus historias llenas de emoción y su precisión histórica. Actualmente trabaja como profesor de latín, traductor y escritor. Vive en Oregón con su familia: su mujer y sus tres hijos. También ha escrito gran cantidad de artículos sobre los ejércitos antiguos.

## Novelas
- La odisea de los diez mil (2001)
- Dioses y legiones (2002)
- El último rey (2005)
- La espada de Atila (2007)
- La caída de Roma (2009)